# شيركان (الموصل)
قرية شيركان (بالكردية: شيرەكان)‏ أو البحرة هي قرية عراقية في محافظة نينوى في شمال العراق، على الطريق بين أربيل والموصل بين محافظتي نينوى وأربيل على نهر الخازر. يسكن القرية عدد من الطوائف العراقية، وفيها ما يقارب 220 منزلاً، ذكرَ ماهر سعيد متي في مقاله المنشور سنة 2012 أن عدد سكان شيركان 1363.

## التاريخ
في القرية تلٌّ أثري اسمهُ تل شيركان، فسُمّيت القرية على اسم التل، تاريخه منذ عصور ما قبل التاريخ والعصر الأكدي وأواخر العصر الآشوري.

## الموقع
مدينة على طريق أربيل الموصل قرب مصيف الخازر، وبين شيركان ومدينة الموصل غرباً 44 كيلومتراً، و وبينها وبين مدينة أربيل شرقاً 46 كيلومتراً.